# Vico Spacorum
Vicus Spacorum fue una antigua ciudad romana, situada en el casco histórico de la actual ciudad de Vigo (Pontevedra).

## Historia
Su origen se remonta a la época prerromana, dentro de la cultura galaica, ya que en el Parque del castro de la ciudad viguesa existe un castro galaico-romano, con casas circulares.
Cuando el emperador Augusto incorporó al Imperio romano el noroeste de Hispania, durante las guerras cántabras de 27 a. C. a 19 a. C., el poblado galaico fue transformado en ciudad estipendiaria, adscrito hasta 15 a. C. a la provincia Lusitania, y desde esa fecha a la provincia Hispania Citerior Tarraconensis. Además, entre Augusto y Claudio I fue incluida en el conventus iuridicus Lucensis.
Después de 74, se benefició de la concesión para todas las comunidades hispanas del ius latii minor por Vespasiano, transformándose hacia finales del siglo I en municipium.
A partir de esa época, se produjo el desarrollo de una ciudad romana, en la que aparecen inscripciones, monedas romanas, cerámica romana y de tradición castreña, y una importante fábrica de salazones, para la producción de la salsa garum.
Su desarrollo se vio favorecido por la construcción de la vía que comunicaba Bracara Augusta (Braga, Portugal), con Lucus Augusti (Lugo) por la costa, convirtiéndose en una de sus mansiones tal y como recogen el Itinerario de Antonino y el Anónimo de Rávena.
Al final de la Antigüedad, sufrió los embates de los piratas sajones y francos, y, a partir de 409, fue incorporada al nuevo reino de los suevos.